# Bendaña
Bendaña (llamada oficialmente Santa María de Bendaña) es una parroquia y una aldea española del municipio de Touro, en la provincia de La Coruña, Galicia.

## Entidades de población
Entidades de población que forman parte de la parroquia:
- Bendaña
- Lubagueiras (Lobagueiras)

## Demografía

### Parroquia
| Gráfica de evolución demográfica de Bendaña (parroquia) entre 2000 y 2019 |
|                                                                           |
| Datos según el nomenclátor publicado por el INE.                          |

### Aldea
| Gráfica de evolución demográfica de Bendaña (aldea) entre 2000 y 2019 |
|                                                                       |
| Datos según el nomenclátor publicado por el INE.                      |